# Arexió d'Arcàdia
Arexió d'Arcàdia (en grec antic Αρεξίον) va ser un endeví grec natural de Parràsia, a l'Arcàdia, que va viure al segle v aC.
Formava part de l'expedició dels deu mil, uns mercenaris grecs al servei del príncep persa Cir el Jove, i va substituir l'endeví Silà, quan aquest va fugir abandonant l'exèrcit. Segons Xenofont, que comandava l'exèrcit, els estrategs van oferir a la ciutat d'Heraclea Pòntica un sacrifici dirigit per Arexió, sobre l'any 400 aC. Les entranyes de les víctimes no van resultar favorables per continuar la marxa, però hi van haver sospites i es va pensar que Xenofont, que no volia abandonar la ciutat per portar a terme altres empreses, havia subornat l'endeví, i el va fer anunciar que les entranyes no eren favorables. Això va obligar a que tots els sacrificis a partir d'aquell moment es fessin en públic. Al cap de pocs dies, Xenofont va fer un nou sacrifici. Arexió va veure una àliga, signe de bons auguris, i va exhortar als estrategs perquè emprenguessin la marxa. Finalment, poques hores abans de trobar l'exèrcit de Farnabazos Arexió va sacrificar una víctima i les entranyes van resultar favorables a la primera temptativa. L'endeví no es va equivocar en el pronòstic, ja que Xenofont va obtenir una victòria sobre Farnabazos i els bitinis.